# Ataenius londrinae
Ataenius londrinae är en skalbaggsart som beskrevs av Zdzisława Stebnicka 2007. Ataenius londrinae ingår i släktet Ataenius och familjen Aphodiidae. Inga underarter finns listade.